# Cartwheel Penny

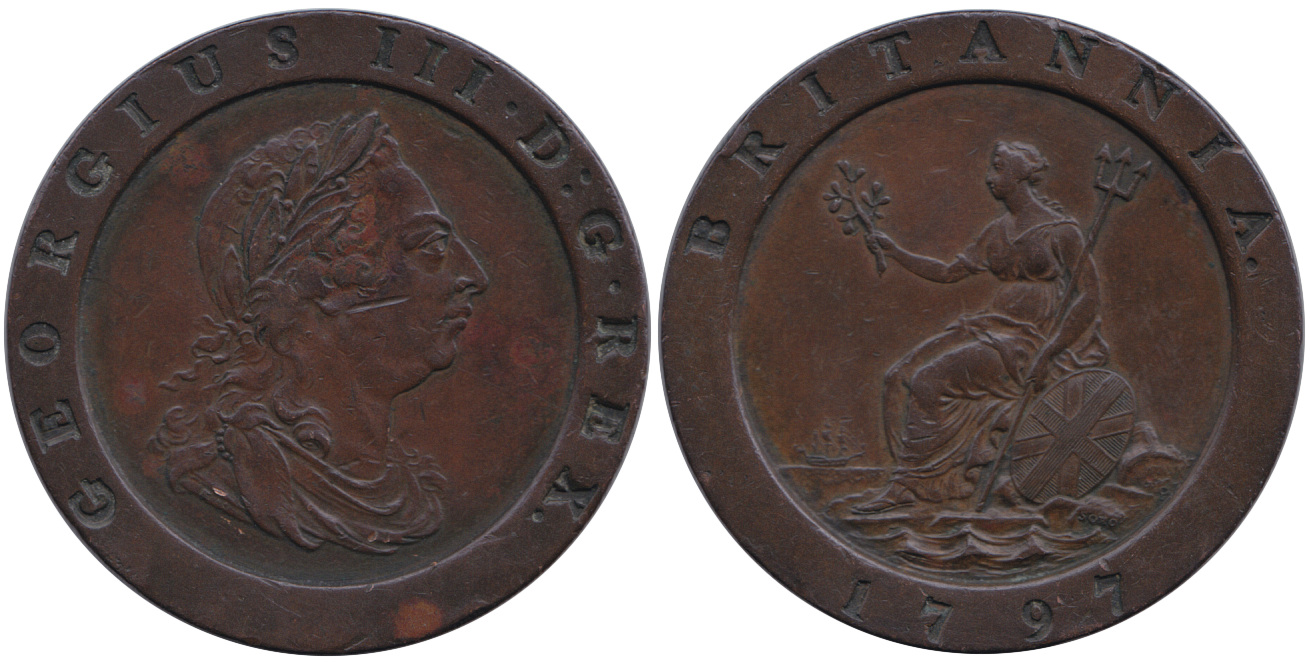
Twopence-Münze 1797, Georg III. Kupfer, Durchmesser 40,9 mm, Gewicht 56,47 g.

Die Cartwheel Pennies (deutsch: „Wagenrad-Pennys“) waren kupferne Münzen zu einem und zwei Penny, die erstmals 1797 von der Soho Mint im Auftrag der britischen Krone in großer Zahl geprägt wurden. Da der Materialwert der Münzen dem Nennwert entsprechen sollte, diese Münzen aber, im Gegensatz zum sonst verwendeten Silber, aus Kupfer geprägt waren, wurden sie ungewöhnlich groß und schwer. So bestand der Penny aus 28,35 g Kupfer (1 Unze) und maß 35 mm, die Twopence-Münze wog 56,7 g (2 Unzen) bei einem Durchmesser von 41 mm. Die breiten Ränder, die die Münzen umgaben, ließen sie in ihrem Aussehen Wagenrädern ähneln, was ihnen im Volksmund den Spitznamen „Cartwheel“ eintrug.
Die Cartwheel Pennies waren der erste Auftrag der königlichen Münze für die Soho Mint, die erste dampfmaschinenbetriebene Münzanstalt der Welt. Zuvor hatte die Münzanstalt allerdings eine große Zahl von Münzen für die britischen Kolonien und die East India Company geprägt und diverse Medaillen auf den Markt gebracht. Mit der Massenproduktion der Cartwheel Pennies – allein 1797 wurden 500 Tonnen von ihnen auf den Markt gebracht; bis 1799 waren es insgesamt 45.000.000 Münzen – wurde dem permanenten Mangel an niederwertigen Münzen im britischen Handelssystem wirksam entgegengetreten, was stark belebenden Einfluss auf das Wirtschaftsleben der damaligen Zeit hatte. Nach der Prägung von 1797 folgten noch drei weitere Prägungen in den Jahren 1799, 1806 und 1807.
Die Münzen wurden vom deutschen Medaillisten Conrad Heinrich Küchler gestaltet. Auf der Vorderseite zeigen sie ein Porträt Georgs III., das von der Inschrift „GEORGIUS III D : G REX“ umgeben wird. Die Rückseite zeigt eine sitzende Britannia mit Dreizack und Ölzweig. Sie wird umgeben von der Inschrift „BRITANNIA“ und dem Prägejahr.